# Radvanice (Olomouc)
Radvanice (in tedesco Radwanitz) è un comune della Repubblica Ceca facente parte del distretto di Přerov, nella regione di Olomouc.